# Delta Force 2 (película)
Delta Force 2 (también conocida como Delta Force 2: The Colombian Connection) es una película de acción de 1990 y secuela de The Delta Force, protagonizada por Chuck Norris y dirigida por su hermano Aaron Norris.

## Argumento
En San Carlos, nación latinoamericana ficticia ideada para la película, (en una clara referencia a Colombia), un narcotraficante llamado Ramón Cota (Billy Drago), el capo de la droga más rico del mundo, controla la industria de la cocaína con mano de hierro. Sus drogas entran constantemente en Estados Unidos, corrompiendo la juventud del país y la creación de una disputa entre la DEA y San Carlos, país de origen de Cota.
El coronel Scott McCoy (Chuck Norris) y su socio, el mayor Bobby Chávez (Paul Perri), intentan llevar a los tribunales a Cota pero sus esfuerzos son en vano, porque Cota es capaz de pagar la fianza fácilmente, y él se escapa en libertad. 
Incapaz de contener su rabia, Chávez arremete contra Cota en el juzgado. Cota decide atacar asesinando a la esposa embarazada y al hermano de 13 años de Chávez.
En una misión personal de venganza, Chávez es capturado por las fuerzas de Cota y es torturado y asesinado. Cuando tres agentes de la DEA intentan ir y detener a Cota y su ejército, son tomados como rehenes, y están a punto de ser ejecutados.
McCoy lleva a su Delta Force para rescatar a los rehenes y detener a Cota.

## Reparto
- Chuck Norris como el coronel Scott McCoy
- Billy Drago como Ramon Cota.
- John P. Ryan como el general Taylor
- Richard Jaeckel como el agente de la DEA John Page.
- Paul Perri como el mayor Bobby Chávez
- Begoña Plaza como Quiquina Esquintla.
- Héctor Mercado como Miguel.
- Mark Margolis como el general Olmedo

## Conmemoración de un accidente de helicóptero
Cinco miembros de la tripulación murieron en un accidente de helicóptero durante el rodaje en Filipinas. La película está dedicada en su memoria. Ellos fueron: Jojo Imperial (piloto), Geoff Brewer (actor), Gadi Danzig (camarógrafo), Michael Graham (key grip), y Don Marshall (iluminador). El helicóptero se estrelló cuando se quedó sin combustible cerca de una montaña cercana.